# Victoria Benedictsson
Victoria Benedictsson (6 mars 1850, Domme – 21 juillet 1888) était une autrice suédoise. Elle est née Victoria Maria Bruzelius à Domme, un village dans la province de Scanie. Elle a écrit sous le nom de plume de Ernst Ahlgren,.

## Biographie
Benedictsson grandit dans une ferme en Suède. À 21 ans, elle épouse un veuf de 49 ans de Hörby. Elle fut contrainte à se marier pour des raisons économiques. Son mari la contraignant à avoir des rapports sexuels avec lui, elle écrira plus tard au sujet de la prostitution : "je me suis détournée de la prostitution monopolisée par l'église. La société m'a déjà suffisamment asservie"
Mariage sordide, elle a une histoire d'amour avec le critique et érudit danois Georg Brandes qui traitera avec beaucoup de mépris les ouvrages de Benedictsson. À propos de son roman Madame Marianne, il lui écrira « C'est un roman de bonne femme ».
Cette histoire d'amour-emprise malheureuse a souvent été donnée comme la cause de son suicide, mais elle était aussi très malheureuse à cause de sa vie intellectuelle limitée par une société traditionnellement misogyne. Elle est, avec August Strindberg, considérée comme une des figures du style réaliste suédois. Dans ses romans, elle décrit l'inégalité du mariage et a souvent débattu des droits de la femme dans ses écrits. Des critiques la voient comme une féministe avant l'heure.
Elle se suicide dans une chambre au Leopold Hotel à Copenhague en tranchant son artère carotide quatre fois avec une lame de rasoir.

## Œuvres disponibles en français
- Le groupe de vieux Sèvres (nouvelle, 1884), traduit par Vincent Dulac, revue Plein Chant, n°56, été-automne 1994.
- La Juliette de Roméo, traduit par Corinne François-Denève, L'avant-scène Théâtre, mai 2015, n°1382-1383.  (ISBN 978-2-7498-1321-9)
- L'Argent, traduit par Vincent Dulac, Cupidus Legendi, 2019, réédition en 2025, 270 p.  (ISBN 978-2-9586430-5-8)
- Madame Marianne, traduit par Vincent Dulac, Cupidus Legendi, 2020, 448 p.  (ISBN 978-2-9567973-7-1)
- L'Ensorcelée, traduit par Corinne François-Denève (titre orig. : Den Bergtagna), Paris, Classiques Garnier, 2022  (ISBN 978-2406122265)